# Locomotiva prussiana G 4.2
Le locomotive prussiana G 4.2 erano locomotive a vapore con tender a vapore saturo, di rodiggio 0-3-0, a doppia espansione, per treni merci delle ferrovie della Prussia.

## Storia
I primi due prototipi di locomotiva G 4.2 furono costruiti da Henschel nel 1882. Nel 1885 venne avviata la produzione di serie in tutte le principali fabbriche di locomotive prussiane e questo fino al 1899 ma ancora nel 1903 ne vennero consegnate per linea meridionale della Prussia orientale. Complessivamente furono prodotte 780 locomotive di questo tipo. Il tipo G 4.2 dato il motore composito più potente fu utilizzato nel trasporto merci sulle lunghe distanze.
Anche le locomotive G 4.2 furono destinate a risarcimento danni bellici in seguito alla sconfitta della Germania nella prima guerra mondiale.  Dopo il 1919 ne vennero consegnate sei unità all'Italia; le FS le incorporarono nello stesso gruppo "272" con le G.1. Alle ferrovie francesi andarono 85 locomotive (delle 97 complessive di tipo G 4) delle ferrovie di Alsazia e Lorena. Le otto macchine rimasero in Germania.
Nel 1923 296 locomotive ancora efficienti furono rinumerate dalla DR come 53.001-295 e 53 451. Nel 1925 rimanevano in servizio le locomotive DR 53 001-024 , la 53 025 era una ex G 4.2 della ferrovie Imperiali di Alsazia-Lorena. Entro il 1930 tutte le locomotive erano state rottamate.
A gennaio 1938 quattro ex G 4.2 del Brunswick furono incorporate come 53 7001-7004 nel parco delle ferrovie di stato del Reich. Originarie delle Ferrovie dello Stato prussiano, nel 1922, erano state acquisite dalle ferrovie del Brunswick. Durante la seconda guerra mondiale sei G 4.2 delle ferrovie della Polonia divennero DR 53 7701-7706.
Le G 4.2 vennero costruite, con modeste varianti tecniche, anche per:
- Ferrovia meridionale della Prussia orientale: 4 locomotive del 1903
- Werrabahn 5 locomotive del 1893, 1894, 1895
- Ferrovia militare prussiana : Una locomotiva del 1899
- Lübeck-Büchen Bahn: 2 locomotive del 1896
- Ferrovie del Granducato di Oldenburg: 27 locomotive del periodo 1895 - 1909.(Costruite da Hanomag; le ultime 15 con distribuzione Walschaerts)
- Ferrovie Imperiali di Alsazia-Lorena: 36 G 4.2(ex C25- C27, costruite da Henschel e Grafenstaden tra 1896 e 1898), 57 G 4.2(ex C28-C30, costruite da Grafenstaden, Hanomag e Hohenzollern tra 1899 e 1904). Le due serie differivano per la cilindrata del motore compound, per la superficie tubiera e per la distribuzione, Heusinger la prima serie, Allan la seconda.

## Caratteristiche
Le locomotive erano costruite sullo stesso progetto delle G 3 e G.4.1; la caldaia era ancora a vapore saturo, con pressione di esercizio a 12 bar. Il motore era a 2 cilindri ma a doppia espansione con distribuzione interna al telaio tipo Allan. Uguali alle G 4.1 erano sia il forno con superficie di griglia di 1,53 m² che la superficie tubiera, di 116 m². Il carro della macchina poggiava su tre assi accoppiati da una biella. Il moto veniva trasmesso mediante biella motrice sull'asse centrale dal quale, tramite una biella di accoppiamento, la coppia motrice veniva applicata a tutti gli assi; il rodiggio era "dissimmetrico" in quanto il primo asse distava 2.000 mm dal secondo che, a sua volta, era distanziato di 1.400 mm. Per migliorare l'inscrizione in curva e ridurre l'effetto del passo rigido della locomotiva questa aveva il bordino dell'asse centrale di spessore ridotto rispetto agli altri due. La velocità massima raggiungibile era un poco più alta, di 55 km/h. Tutte le locomotive erano equipaggiate con i tender prussiani a tre assi, 3 T 10.5 o 3 T 12.